# هاري أتكينسون
هاري أتكينسون (1 فبراير 1881 - 22 ديسمبر 1959) (بالإنجليزية: Harry Atkinson)‏ هو لاعب كريكت بريطاني وبريطاني (وحمل سابقاً جنسية المملكة المتحدة لبريطانيا العظمى وأيرلندا).